# Rocca sogdiana
La Rocca sogdiana, detta anche Rocca di Arimaze, era una massa rocciosa elevata e a strapiombo su tutti i lati, situata nella parte orientale della provincia persiana della Sogdiana, sulla quale si trovava una fortezza ritenuta inespugnabile per via della sua posizione impervia. La sua localizzazione esatta è ancora oggi ignota. Nonostante ciò, Alessandro Magno riuscì a conquistarla nel corso della sua campagna asiatica, probabilmente nell'anno 327 a.C.

## Datazione
La data esatta della conquista della Rocca sogdiana da parte di Alessandro non è certa. Secondo Arriano, uno degli storici più affidabili di Alessandro, l'evento ebbe luogo nella primavera del 327 a.C.; subito dopo, il re macedone sarebbe riuscito a sottomettere anche un'altra fortezza montana di pari resistenza, quella di Sisimitre (o Coriene). Quinto Curzio Rufo e Diodoro, invece, collocano la presa della Rocca sogdiana già nella primavera del 328 a.C. La maggior parte degli storici moderni, tra cui Alexander Demandt, segue tuttavia la cronologia proposta da Arriano, che sarà pertanto quella adottata anche nel seguito.

## Antefatto
Poiché Alessandro Magno, alla fine del 328 a.C., non era ancora riuscito a sottomettere completamente la Sogdiana, decise di svernare con le sue truppe nella città di Nautaca, situata nel centro di questa satrapia persiana. Dopo la vittoria su Spitamene, il più pericoloso avversario di Alessandro, ottenuta dal generale Ceno, la resistenza sogdiano-battriana risultava ormai in gran parte spezzata. Tuttavia, il conquistatore macedone doveva ancora affrontare due signori locali indipendenti, i cui castelli fortificati non erano stati ancora conquistati: Arimaze (noto anche come Ariamaze o Ariomaze) e Sisimitre (chiamato Coriene da Arriano).

## L'assedio
Nella primavera del 327 a.C., Alessandro marciò da Nautaca verso sud-est, in direzione della Rocca sogdiana, dove molti Sogdiani avevano cercato rifugio. Anche il nobile sogdiano o battriano Oxiarte vi aveva inviato la propria moglie e le figlie, tra cui Roxane, nella convinzione che la fortezza fosse al sicuro dai Macedoni. In effetti, la rocca naturale sembrava quasi inaccessibile, e i Sogdiani si erano preparati a un lungo assedio accumulando grandi scorte di viveri. Inoltre, la neve profonda rendeva ancora più difficile l'attacco. Alessandro, inizialmente, sperò di giungere a una resa pacifica e offrì libera uscita a tutti coloro che si trovavano sulla rocca in caso di resa volontaria. Tuttavia, i comandanti nemici si fecero beffe di lui, dicendo che avrebbe avuto bisogno di uomini con le ali per conquistare quella fortezza.
Questo scherno accese la determinazione di Alessandro. Egli decise di far scalare la cima della montagna sopra la fortezza da volontari esperti nell'arrampicata, promettendo ricompense elevate per l'impresa: a colui che fosse giunto per primo in vetta, avrebbe concesso addirittura dodici talenti d'argento. Si offrirono 300 uomini, che – equipaggiati professionalmente – si arrampicarono di notte lungo una parete estremamente scoscesa, che la guarnigione nemica riteneva troppo pericolosa per essere sorvegliata. I soldati confissero picchetti di ferro nel terreno ghiacciato o nelle fessure della roccia e vi legarono funicelle robuste, grazie alle quali si issarono. Trenta di loro caddero e morirono durante la salita, e i loro corpi non poterono essere recuperati. Gli altri riuscirono ad arrivare all'alba sulla cima e segnalarono la loro presenza all'esercito di Alessandro nella pianura sottostante. A quel punto, Alessandro rilanciò la sua offerta di resa, fatta proclamare da un araldo con la frase ironica che «gli uomini con le ali erano stati inviati sulla vetta». La guarnigione, sconvolta nel vedere nemici sopra di loro, credette che tutto l'esercito macedone avesse conquistato la cima e si arrese.

## Conseguenze
Secondo la tradizione vulgata, Alessandro avrebbe fatto 30.000 prigionieri e fatto crocifiggere Arimaze insieme ai suoi familiari, sebbene Arriano non menzioni alcuna di queste crudeltà e non citi affatto Arimaze. In ogni caso, tra i molti rifugiatisi nella fortezza cadde nelle mani di Alessandro anche Roxane, della quale il sovrano si innamorò, la trattò con rispetto e poco dopo la prese in sposa legittima. Con questo matrimonio, Alessandro lanciò anche un messaggio politico ai Persiani. Con il padre di Roxane, Oxiarte, che non si trovava sulla Rocca Sogdiana, Alessandro si riconciliò rapidamente. Fu proprio Oxiarte a convincere anche il signore della fortezza, Sisimitre, a consegnarsi ad Alessandro. Dopo alcune ultime operazioni militari di breve durata, Alessandro poté considerare la Sogdiana pacificata e fece ritorno a Battra, dove iniziò i preparativi per la campagna in India.